# Marijo Možnik
Marijo Možnik est un gymnaste artistique croate, né le 18 janvier 1987 à Zagreb.

## Palmarès

### Championnats du monde
- Nanning 2014
  -  médaille de bronze à la barre fixe

### Championnats d'Europe
- Montpellier 2015
  -  médaille d'or à la barre fixe

- Montpellier 2012
  -  médaille d'argent à la barre fixe